# Papieskie obuwie

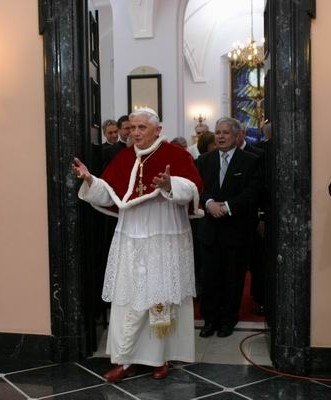
Papież Benedykt XVI w czerwonych trzewikach podczas wizyty w Polsce.

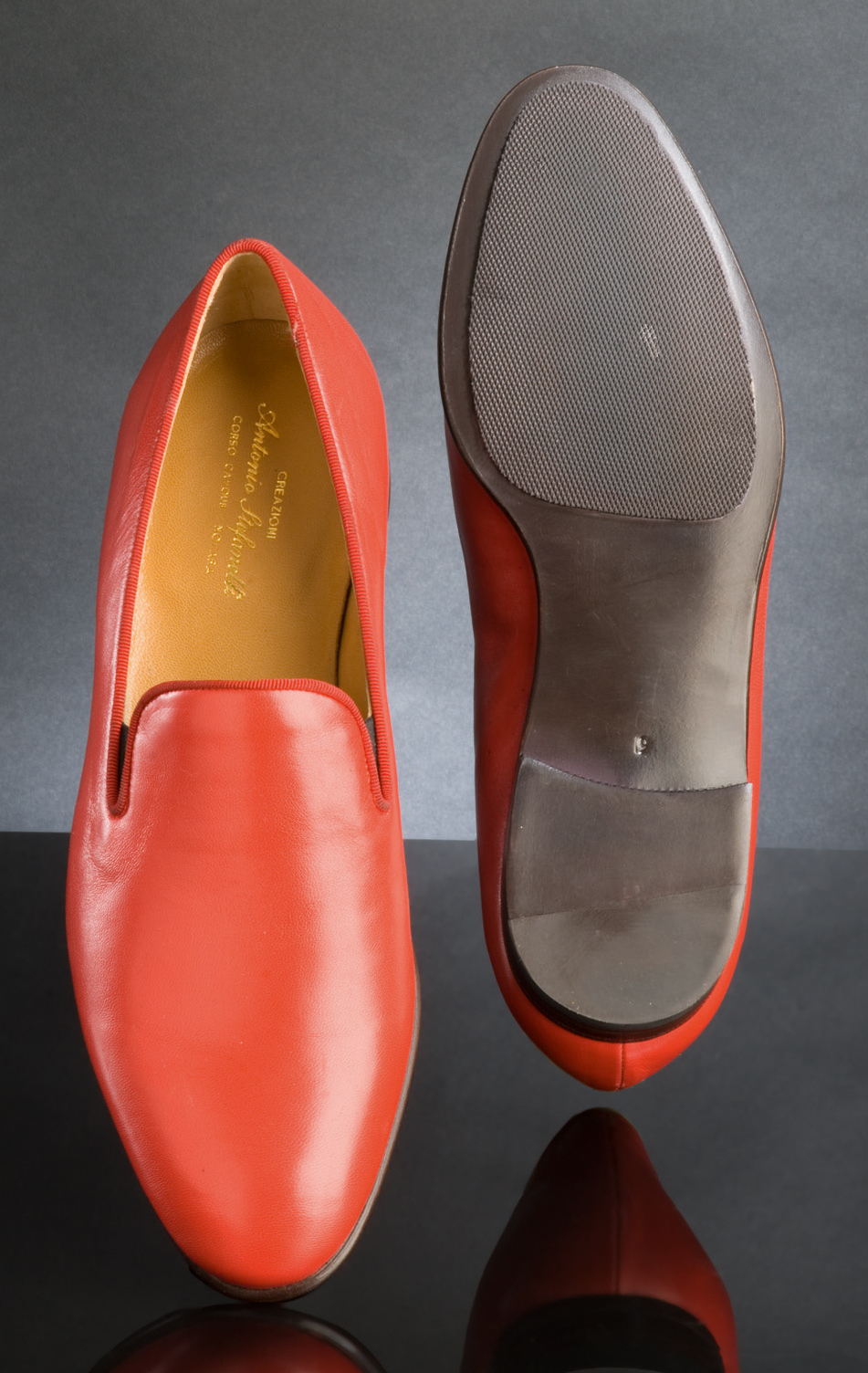
Buty papieża bez sznurówek, zaprojektowane przez Adriano Stefanelli Novara.

Buty papieża – czerwone skórzane buty noszone przez papieża. Nie należy mylić ich z papieskimi pantoflami bądź sandałami biskupimi, które stanowią obuwie liturgiczne w Kościele Rzymskim.
Wewnątrz swoich rezydencji papież nosi pantofle (wł. pantofole), natomiast na zewnątrz skórzane trzewiki. Pantofle wykonane są z czerwonego jedwabiu i są udekorowane złotą nicią w kształcie krzyża.
Przed zmianami soborowymi papież, podobnie jak inni biskupi, nosił podczas mszy sandały biskupie. Ich kolor zmieniał się w zależności od koloru liturgicznego mszy.
Przed soborem watykańskim buty papieskie do noszenia na zewnątrz wykonane były z czerwonego safianu i posiadały złoty krzyż na przodzie. Rozciągał się on od sznurówek aż do podeszwy. W XVIII wieku krzyż został zmniejszony. Buty te charakteryzowały się też cienką podeszwą (stąd nazwa "pantofola liscia").
W 1958 roku papież Jan XXIII dodał do butów złote zapinki upodabniając je do obuwia noszonego przez kardynałów poza Rzymem. W 1969 papież Paweł VI usunął zapinki ze wszystkich butów noszonych przez księży. Papież Jan Paweł II na początku pontyfikatu nosił czerwone buty, potem jednak zmienił kolor na brązowy. Papież Benedykt XVI przywrócił tradycyjne czerwone buty.
Papież Franciszek na początku swojego pontyfikatu w marcu 2013 zrezygnował z noszenia specjalnego obuwia, zostając przy zwykłych czarnych butach.